# Krug-planina
Krug (ili Krug-planina, Kruzi) je krška visoravan u Bosni i Hercegovini. Nalazi se sjeverno od Livna i Livanjskog polja na jugozapadnoj strani Cincara. Prostire se između 1150 i 1350 metara nadmorske visine, a najdominantniji vrh nalazi se na 1562 metra. Visoravan je prekrivena brojnim vrtačama i inim krškim fenomenima, kao što su ponori i špilje.
Na Kruzima obitavaju divlji konji koji su potomci pitomih konja koje su vlasnici napustili dolaskom mehanizacije u poljoprivredu. Između Livna i Kupresa preko 30 godina obitava oko 180 divljih konja.
Svojstvene biocenoze za Krug-planinu od oko 1250 m pa naviše su siromašne planinske livade. Nalaze es na stjenovitoj i krškoj vapnenačkoj podlozi. Presijecaju ih oštrim grebeni i duboke doline. Zbog dosta zemljišne vlage i niskog šiblja među kojim prevladava vrba, većina dolina obrasla je johom.
Krug je dijelom središnjeg planinskog lanca u Dinaridima, kojeg sa zapada obrubljuju Livanjsko i Duvanjsko polje i rječica Drežanka na zapadu i rijeke Vrbas, Rama i gornja Neretva na istoku.